# Zhůřský křemelák

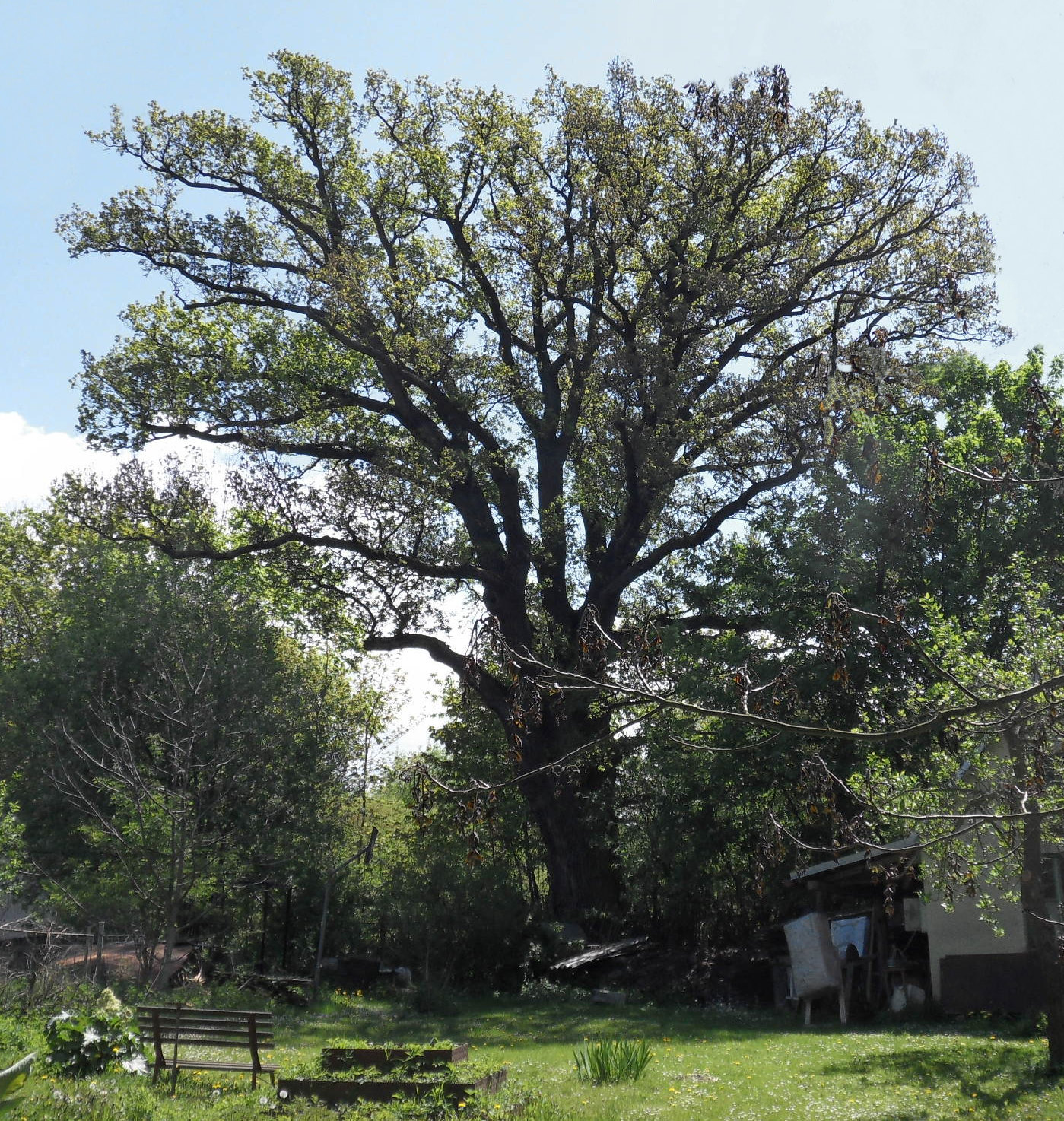
Zhůřský křemelák - dub letní, pohled ze severozápadu

Zhůřský křemelák je památný strom v osadě Zhůř u vsi Chocenice. Přibližně čtyřistaletý dub letní (Quercus robur) roste nedaleko bývalého statku za čp. 132 v nadmořské výšce 480 m. Strom má obvod kmene 509 cm a roste do výšky 23 m (měření 1975). Dub je chráněn od roku 1997 pro svůj vzrůst, věk a také pro estetickou hodnotu.

## Stromy v okolí
- Chocenický drnák